# Presidenten (kaartspel)
Presidenten is een kaartspel dat zijn oorsprong vindt in Japan. Het wordt gespeeld met drie spelers of meer, en met een klassiek spel kaarten (de 52 gewone kaarten, met of zonder joker). Het doel van het spel is om als eerste uit te zijn, en de volgende ronde President te zijn.
Een kernonderdeel van het spel is dat de winnaars van de vorige ronde bevoordeeld worden, omdat ze de beste kaart(en) van de verliezers krijgen, in ruil voor hun zwakste kaart. Op dit spel bestaan vele varianten.

## Basisregels
Het doel is om aan het einde van elke ronde als eerste uit te zijn (= alle kaarten weg) en President of Praeses te worden.

### Eerste ronde
In de eerste ronde begint iedereen gelijk, als zgn. burger. Men zit willekeurig, er is een willekeurige verdeler deelt alle kaarten onder de spelers. Dit gebeurt al dan niet met de jokers. Indien er kaarten over zijn kunnen deze worden gegeven aan de speler(s) met bijvoorbeeld de minste tweeën.
Daarna wordt er bepaald wie er begint. Men kan bijvoorbeeld een zo hoog mogelijk aantal ogen werpen met een dobbelsteen, men kan de persoon kiezen die de ruiten 2 heeft of diegene met de meeste drieën...
De eerste speler kan kiezen met welke kaart hij uitkomt, en hoeveel hij ervan op de tafel legt. Ze moeten allemaal even hoge kaarten zijn. Hij kan dus bijvoorbeeld 4♣ 4♦ 4♥ op tafel leggen.
Elke volgende speler moet daar hetzelfde aantal (niet meer, niet minder) kaarten leggen, maar de waarde van de kaarten moet hetzelfde of hoger zijn en die kaarten moeten onderling ook even hoog zijn. In dit geval kan dit dus 8♦ 8♥ 8♠ zijn.
De volgorde van de "gewone" kaarten volgens waarde (van laag naar hoog) is als volgt: 3, 4, 5, 6, 7, 8, 9, B (boer of zot), V (vrouw, dame of koningin), H (heer of koning), A (aas). De 2 (kan variëren) is een combinatiekaart, en kan elke kaart of kleur aannemen. Zo kan iemand in het spel verdergaan met K♦ K♥ 2♥. De hoogste kaart is in dit geval de aas: 3 azen kunnen verslagen worden door 1 aas gecombineerd met 3 vervangkaarten bv: AAS+2+2+2.
Hoogste combinatie is 4 azen + 4 vervangkaarten.
Als iemand niet kan of wil uitleggen kan die passen. Hij komt die beurt dan niet meer aan slag. De beurt eindigt wanneer iedereen gepast heeft. De persoon die de laatste kaart opgelegd heeft mag de volgende slag beginnen.
De eerste persoon die al zijn kaarten kan uitspelen is de winnaar van de ronde.

#### Volgende rondes
Nadat alle personen uitgespeeld zijn, begint een volgende ronde. Spelers krijgen vanaf nu benamingen gedurende de ronde. Deze benamingen zijn verschillen van streek tot streek. Hier wordt de benamingen gezet die worden gebruikt in de voorbeelden.
Er zijn nu twee rollen die voordelen krijgen:
- President of Praeses (lees: "preeses"): De winnaar van de vorige ronde.
- Vicepresident of Vicepraeses: Tweede in de vorige ronde.

Twee rollen die benadeeld worden:
- Vicefoet: Voorlaatste (of laatste wanneer men met drie is) in de vorige ronde.
- Foet (lees: feut): Laatste in de vorige ronde.

De overige spelers zijn burger. Iemand die midden in het spel erbij komt moet wachten tot het einde van de ronde om dan als laagste speler, dus foet, mee te doen aan de volgende ronde.
Volgens deze benamingen heeft men in de komende ronde een voor- of nadeel:
- De laatste speler moet de kaarten verzamelen (men mag de kaarten in de meeste varianten van het spel nooit schudden), de eerste speler mag eenmaal een deeltje van de stapel afpakken en onderaan de stapel leggen en de laatste speler verdeelt de kaarten dan onder de spelers.
- De foet moet eerlijk zijn en zijn twee beste beste kaarten aan de praeses geven. Meestal zijn dit tweeën of tienen, maar de praeses kan vrij naar de beste kaarten vragen, dus bijvoorbeeld geen tweeën maar eerder azen of lager. De praeses geeft de foet in ruil hiervoor zijn twee slechtste kaarten. Deze wissel moet gelijktijdig gebeuren. Op dezelfde manier wisselen de vicepraeses en de vicefoet één kaart uit.
- De foet mag beginnen.

Speelvariaties
- Men mag niet eindigen met een twee of twee tweeën in het spel.
- Als er in één keer vier dezelfde kaarten opgegooid worden (bijv. Q♣ Q♦ Q♥ Q♠) draait voor de rest van de hele ronde (dus alle slagen er na ook) de waarde van kaarten om. Hierbij is de 3 dus het hoogst, en de aas het laagst.
- 10 is de aflegkaart en niemand mag erboven leggen: als je een 10 legt is de ronde gewonnen. Er moet maar 1 aflegkaart (10) gelegd ook al liggen er hogere combinaties. Er mag dan ook geen aflegkaart (10) als laatste kaart in de hand gehouden worden.
- De koning is de hoogste kaart maar kan verslagen worden door de 2, 2 is nog altijd de laagste kaart maar kan op een koning gelegd worden (dit zorgt voor langere rondes). In dit geval is de Aas is de vervangkaart.